# 대구 한국가스공사 페가수스의 외국인 선수 목록

## 2018 - 2019 시즌 [ 인천 전자랜드 엘리펀츠 ]
찰스 로드 [ Charles Rhodes ] - ( 시즌 중 영입 )
 기디 팟츠 [ Giddy Potts ]
-기타-
 머피 할로웨이 [ Murphy Holloway ] - ( 시즌 중 퇴단 )
 윌리엄 다니엘스 [ William Daniels ] - ( 머피 할로웨이의 일시대체 선수 )

## 2017 - 2018 시즌 [ 인천 전자랜드 엘리펀츠 ]
브랜든 브라운 [ Brandon Brown ] - ( 시즌 중 영입 )
 네이트 밀러 [ Nate Miller ] - ( 시즌 중 영입 )
-기타-
 아넷 몰트리 [ Arnett Moultrie ] - ( 시즌 중 방출 )
 조쉬 셀비 [ Josh Selby ] - (시즌 중 방출 )

## 2016 - 2017 시즌 [ 인천 전자랜드 엘리펀츠 ]
제임스 켈리 [ James Kelly ] - ( 시즌 중 방출 후 재영입 )
 커스버트 빅터 [ Cuthbert Victor ]
-기타-
 아이반 아스카 [ Eyevan Aska ] - ( 시즌 중 영입 후 방출 )

## 2015 - 2016 시즌 [ 인천 전자랜드 엘리펀츠 ]
자멜 콘리 [ Jamelle Cornley ] - ( 시즌 중 영입 )
 리카르도 포웰 [ Ricardo Powell ] - ( 시즌 중 전주 KCC로부터 영입 )

-기타-
 알파 뱅그라 [ Aipha Bangura ] - ( 시즌 중 방출 )
 안드레 스미스 [ Andre Smith ] - ( 시즌 중 부상으로 시즌 아웃 )
 허버트 힐 [ Herbert Hill  ] - ( 시즌 중 전주 KCC로 트레이드 )

## 2014 - 2015 시즌 [ 인천 전자랜드 엘리펀츠 ]
테렌스 레더 [ Terrence Leather ] - ( 시즌 전 부산 KT 소닉붐으로부터 영입 )
 리카르도 포웰 [ Ricardo Powell ]
-기타-
 찰스 로드 [ Charles Rhodes ] - ( 시즌 전 부산 KT 소닉붐으로 트레이드 )

## 2013 - 2014 시즌 [ 인천 전자랜드 엘리펀츠 ]
찰스 로드 [Charles Rhodes]
 리카르도 포웰 [ Ricardo Powell ]

## 2012 - 2013 시즌 [ 인천 전자랜드 엘리펀츠 ]
디앤젤로 카스토 [ D'Aangelo Casto ]
 리카르도 포웰 [ Ricardo Powell ]

## 2011 - 2012 시즌 [ 인천 전자랜드 엘리펀츠 ]
허버트 힐 [ Herbert Hill ] - ( 시즌 중 영입 )
 도널드 리틀 [ Donald Little ]

-기타- 
 잭슨 브로만 [ Jackson Vroman ] - ( 시즌 중 방출 )

## 2010 - 2011 시즌 [ 인천 전자랜드 엘리펀츠 ]
허버트 힐 [ Herbert Hill ]
 오티스 조지 [ Otis George ] - ( 시즌 중 대구 오리온스로부터 영입 )
- 기타 - 
 아말 맥카스킬 [ Amal McCaskill ] - ( 시즌 중 대구 오리온스로 트레이드 )
 오스만 바로 [ Ousmane Barro ] - ( 시즌 전 방출 )

## 2009 - 2010 시즌 [ 인천 전자랜드 엘리펀츠 ]
라샤드 벨  [ Rashad Bell ] - ( 시즌 중 안양 KT&G에서 영입 )
 아말 맥카스킬 [ Amal McCaskill ]
- 기타 -
 크리스 다니엘스 [ Chris Daniels ] - ( 시즌 중 안양 KT&G로 트레이드 )

## 2008 - 2009 시즌 [ 인천 전자랜드 블랙슬래머 ]
리카르도 포웰 [ Ricardo Powell ]
 도널드 리틀 [ Donald Little ] - ( 시즌 전 영입 )

- 기타 -
 에릭 체노위드 [ Eric Chenowith ] - ( 시즌 전 방출 )

## 2007 - 2008 시즌 [ 인천 전자랜드 블랙슬래머 ]
리온 트리밍햄 [ Leon Trimingham ] - ( 시즌 중 대구 오리온스로부터 영입 )
 테런스 섀넌 [ Terrence Shannon ]

- 기타 -
 카멜로 리 [ Carmerlo Lee ] - ( 시즌 중 대구 오리온스로 트레이드 )
 크리스토퍼 무어 [ Christoper Moore ] - ( 시즌 전 영입 후 시즌 중 방출 )
 모하메드 오니 [ Muhammad Wony ] - ( 시즌 전 방출 )

## 2006 - 2007 시즌 [ 인천 전자랜드 블랙슬래머 ]
샘 클랜시 [ Sam Clancy Jr. ] - ( 시즌 중 영입 )
 앤서니 마일즈 [ Anthony Myles ] - ( 시즌 중 영입 )

- 기타 -
 키마니 프렌드 [ Kimani Ffriend ] - ( 시즌 중 부상으로 시즌 아웃 )
 브랜든 브라운 [ Brandon Brown ] - ( 시즌 중 방출 )
 아담 파라다 [ Adam Parada ] - ( 시즌 중 방출 )

## 2005 - 2006 시즌 [ 인천 전자랜드 블랙슬래머 ]
안드레 브라운 [ Andre Brown ] - ( 시즌 중 대구 오리온스드부터로 영 입)
테픈 해밀턴 [ Tephen Hamilton ] - ( 시즌 중 영입 )

- 기타 -
앨버트 화이트 [ Albert White ] - ( 시즌 중 방출 )
온타리오 렛 [ Ontario Lett ] - ( 시즌 중 방출 )
헤롤드 아세노 [ Harold Arceneaux ] - ( 시즌 중 영입 후 방출 )

## 2004 - 2005 시즌 [ 인천 전자랜드 블랙슬래머 ]
앨버트 화이트 [ Albert White ]
가이 루커 [ Guy Terrance. Rucker ] - ( 시즌 중 영입 )

- 기타 -
 마이클 매덕스 [ Michael Maddox ] - ( 시즌 중 영입 후 방출 )
 하이램 풀러 [ Hiram D’Angelo Fuller ] - ( 시즌 중 방출 )

## 2003 - 2004 시즌 [ 인천 전자랜드 블랙슬래머 ]
앨버트 화이트 [ Albert White ]
 제이슨 월리엄스 [ Jason Williams ]

## 2002 - 2003 시즌 [ 인천 SK 빅스 ]
조니 맥도웰 [ Johnny McDowell ]
 크리스 화이트 [ Chris White ] - ( 시즌 중 영입 )

- 기타 -
 자하 윌슨 [ Jaska Wilson ] - ( 시즌 중 영입 후 방출 )
 얼 아이크 [ Earl Ike ] - ( 시즌 전 부상 교체 )

## 2001 - 2002 시즌 [ 인천 SK 빅스 ]
조니 맥도웰 [ Johnny McDowell ]
 크리스 화이트 [ Chris White ] - ( 시즌 중 영입 )
- 기타 -
얼 아이크 [ Earl Ike ] - ( 시즌 중 부상으로 시즌 아웃 )

## 2000 - 2001 시즌 [ 인천 신세기 빅스 ]
마이클 조단 [michael jordan]
 숀 더든 [ Shawn Dirden ] - ( 시즌 중 영입 )
- 기타 -
요나 에노사 [ Ionatana Enosa ]

## 1999 - 2000 시즌 [ 인천 신세기 빅스 ]
워렌 로즈그린 [ Warren Rosegreen ]
모리스 로빈슨 [ Morris Robinson ] - ( 시즌 중 영입 )
- 기타 -
카를로스 월리엄스 [ Carlos Williams ] - ( 시즌 중 방출 )

## 1998 - 1999 시즌 [ 인천 대우 제우스 ]
스테이스 보스먼 [ Stais Boseman ]
카를로스 월리엄스 [ Carlos Williams ]

## 1997 - 1998 시즌 [ 인천 대우증권 제우스 ]
알렉스 스텀 [ Alex Sturm ]
케이투 데이비스 [ Katu Davis ]
- 기타 -
빌리 매커프리 - ( 시즌 전 계약 거부 )

## 1997 시즌 [ 인천 대우증권 제우스 ]
네이트 터브스 [ Nate Tubbs ]
 마이클 엘리어트 [ Michael Elliott ]